# Романов, Дмитрий Анатольевич (актёр)
Дмитрий Анатольевич Романов (укр. Дмитро Анатолійович Романов; род. 8 января 1985, Одесса) — украинский и российский актёр, сценарист, стендап-комик, юморист.
Ведущий рубрики «Светский исход» в шоу «Вечерний Ургант» (2019—2021), участник телепроектов ТНТ «Stand Up», «Смех без правил», «Убойная лига», «Comedy Баттл» (2013—2018).

## Биография
Родился 8 января 1985 года в Одессе.
Окончил Одесскую национальную академию пищевых технологий по специальности «инженер-механик по хранению и переработке зерна», но по специальности не проработал ни одного дня.
Во время учёбы в Академии начал играть в КВН, сначала за факультетскую команду, а позже и в составе сборной «Республика Шкид».
Покинув команду, начал выступать в «Comedy Одесса» и «Comedy Киев». Позже попал в шоу «Убойная лига» и «Смех без правил» на ТНТ, где выступал в дуэте «Сделано руками» с бывшим товарищем по «Республике Шкид» Евгением Воронецким. Дуэт стал победителем 5 сезона.
С 2010 по 2022 год жил и работал в Москве. В 2018 году получил российское гражданство. В июле 2023 года Дмитрий Романов рассказал о получении израильского гражданства.
В апреле 2025 года ФСБ России лишила комика российского гражданства.

### Общественная позиция
Выступил против вторжения России на Украину в 2022 году. Уехал из России в Турцию, затем — в Польшу. Работал волонтёром по приёму беженцев из Украины и на пункте сортировки гуманитарной помощи для граждан Украины.
По словам Дмитрия Романова в интервью Юрию Дудю, он давал в России около 40 концертов в год, а стоимость его выступления составляла 350 тысяч рублей. После вынужденной иммиграции продолжает выступать, передаёт деньги в фонд помощи украинским беженцам.

### Стендап
С 2013 года постоянный участник проекта «Stand Up» на канале ТНТ. Также в качестве сценариста работал над русской адаптацией сериала «В Филадельфии всегда солнечно» — «В Москве всегда солнечно», где сыграл небольшую роль.
В 2018 году покинул ТНТ и перестал участвовать в юмористических проектах канала из-за необходимости согласовывать материал, а также из-за прав на шутки, которые по контракту остаются за каналом. Занялся сольной юмористической деятельностью. Выступал в Государственном Кремлёвском Дворце, Крокус Сити холле. В 2021 году стартовал тур Self Made по 50 городам России и СНГ.
С 2019 по 2021 год — автор и ведущий постоянной рубрики «Светский исход» в шоу «Вечерний Ургант» на «Первом канале».

### Роли в кино
- 2008 — «Файна Юкрайна» — Феликс
- 2015 — «В Москве всегда солнечно»
- 2014 — «Интерны», 4 сезон, 14 серия — санитар, фактически камео[17]

## Личная жизнь
В 2015 году вступил в брак с Кристиной Талызиной. В конце 2022 года развёлся после 10 лет совместной жизни.